# Terminal Rodoviário de São Carlos
O Terminal Rodoviário de São Carlos (nome oficial Terminal Rodoviário Paulo Egydio Martins), mais conhecido como Rodoviária de São Carlos, ou Estação Rodoviária, é uma rodoviária que funciona como terminal de passageiros e cargas de forma ininterrupta.
Situado na cidade de São Carlos, foi inaugurado oficialmente em 12 de outubro de 1982, no final da gestão do Governador Paulo Salim Maluf sendo que o governador em exercício era José Maria Marin. Situa-se na rua Jacinto Favoreto, 777, no bairro Macarengo, zona norte da cidade. O acesso pode ser feito por ônibus, táxis e autos.
A nova rodoviária foi construída para substituir a antiga que ficava ao lado da estação ferroviária e que já estava desativada há mais de vinte anos.

## História
A primeira rodoviária de São Carlos foi construída no fim dos anos 40, ao lado da Estação de São Carlos (local ainda existe hoje). A partir de meados dos anos 50 com a chegada da rodovia que liga a cidade a São Paulo, e por ser um local sem condições de receber mais que dois ônibus, seu movimento foi distribuído para mais dois locais, o prédio da Viação Cometa (hoje café) na avenida São Carlos esquina com a rua Sete de Setembro, e o prédio da Empresa Cruz (hoje loja) na avenida São Carlos esquina com rua Marechal Deodoro, e assim permaneceu até a inauguração da nova rodoviária em 1982 para onde tudo foi transferido.
No início da madrugada de 17 de abril de 1980, partia do Terminal Rodoviário de São Carlos o primeiro ônibus com destino a São Paulo. O prefeito Antonio Massei, exultante, lá esteve para encerrar a "novela" da entrega da obra e acenar para os passageiros. Estava acompanhado de populares, vereadores e assessores do Executivo, como relatou o jornal "Correio de São Carlos". Pela primeira vez ouviu-se a voz do locutor: "Atenção senhores passageiros: partida para São Paulo, Viação Cometa, plataforma cinco. Queiram ocupar os seus lugares e boa viagem".
O Terminal foi projetado pela empresa Pluric (Pluric – Escritório Pluricurricular de Projetos), pertencente a um urbanista famoso, Benno Michael Perelmutter (1936-2017). Teria capacidade para operar com 600 mil passageiros por mês e atenderia todas as exigências do manual de implantação de terminais rodoviários de passageiros da Secretaria Estadual dos Transportes.
O jornal “O Diário” estampou as impressões de usuários de ônibus intermunicipais e curiosos que elogiaram a "rodoviária", especialmente o restaurante com funcionamento 24 horas e a limpeza do recinto e dos sanitários. Só reclamaram da ventania no interior do terminal, mas se declararam satisfeitos. Somente dois anos mais tarde aconteceria a inauguração oficial do terminal, que levou o nome do governador Paulo Egydio Martins, que governou no período militar, quando os governadores eram nomeados e chamados de "biônicos".

## Características

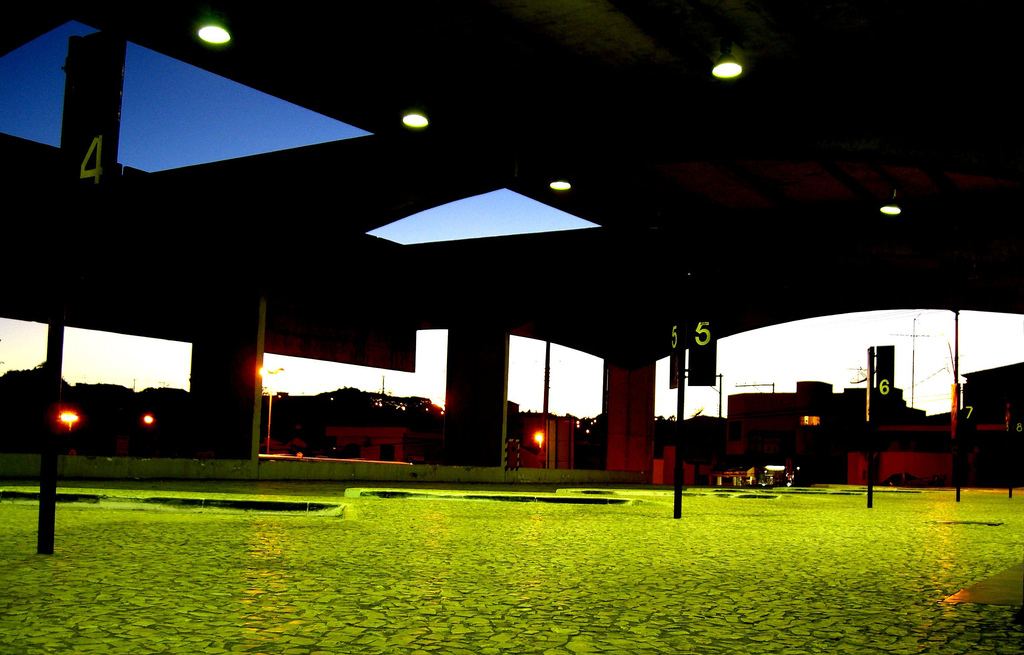
Vista parcial das plataformas ao amanhecer.

Compreendendo uma área de 13.000 metros quadrados, sendo 8.000 metros quadrados é área construída, esse terminal funciona durante 24 horas por dia e atende alguns estados brasileiros e várias cidades do Interior de São Paulo.
Tem acessibilidade com infraestrutura adequada para recepcionar passageiros com mobilidade reduzida, deficientes físicos e idosos. Possuindo estabelecimento alimentício, banca de jornais e revistas, LAN house e pontos de informação ao passageiro.
São 17 empresas rodoviárias, 16 bilheterias, e 36 linhas de ônibus, que atendem a 155 cidades, atendendo 60 mil pessoas em média por mês. Para atender essa demanda existem 11 plataformas de embarque e desembarque. Em dias de maior movimento, de acordo com a necessidade, possui plataformas reversíveis. Os ônibus também contam com um estacionamento de espera, que tem capacidade para até 3 veículos.

## Administração
A administração do terminal é de responsabilidade da empresa Plataforma 15 Terminais Rodoviários, desde setembro de 2018.Anteriormente era administrado pela Socicam.

## Características operacionais
- Plataformas: 11
- Empresas operantes: 17
- Destinos: 155
- Área total: 13.000 m³
- Área comercial: 1.000 m³
- Saídas diárias: 230
- Estacionamento: 50 vagas
- Ponto de táxi: 22 vagas
- Câmeras de segurança: 10
- Sanitários: 2
- Telefones públicos: 8 (1 para deficientes auditivos)
- Caixas Eletrônicos: 5